# Енгелберт II (Цигенхайн)
Енгелберт II фон Цигенхайн (на немски: Engelbert II von Ziegenhain; * 1329; † 1342) е граф на Цигенхайн.
Той е син на граф Йохан I фон Цигенхайн-Нида, фогт на Фулда († 1359), и първата му съпруга му Лукардис фон Цигенхайн-Нида († 1333), единствено дете и наследничка на граф Енгелберт I фон Цигенхайн-Нида († 1329) и Хайлвиг фон Изенбург-Бюдинген († 1336). Брат е на граф Готфрид VII фон Цигенхайн и Нида († 1372).

## Фамилия
Енгелберт II се жени ок. 1330 г. за Изенгард фон Епенщайн († сл. 1365), дъщеря на Готфрид IV фон Епщайн († 1341/1342) и втората му съпруга Лорета фон Даун-Оберщайн († сл. 1361). Те нямат деца.